# 若王子文健
若王子 文健（にゃくおうじ / にゃこうじ あやたけ、1873年（明治6年）10月14日 - 1942年（昭和17年）8月1日）は、明治から昭和期の実業家、政治家、華族。貴族院男爵議員。

## 経歴
京都（現:上京区岡松町）で華族・若王子遠文の長男として生まれた。父の死去に伴い、1898年（明治31年）3月2日、男爵を襲爵した。
学習院高等科を経て、1900年（明治33年）7月、東京帝国大学法科大学政治学科を卒業。同年、東京府属となる。その後、有隣生命保険重役、箱根土地監査役、日本大博覧会評議員、奉仕会副会長などを務めた。
1904年（明治37年）7月10日、貴族院男爵議員に選出され、公正会に所属して活動し、1925年（大正14年）7月9日まで3期在任した。

## 栄典
- 1914年（大正3年）12月28日 - 正四位[10]

## 親族
- 妻：錠子（ていこ、吉田重五郎二女）[1]
- 長男：文俊（男爵）[1]